# Tadoritsuku Basho / Oxalis
Singles de High and Mighty Color
Enrai ~Tooku ni Aru Akari~
(2006) Dreams
(2007)
Tadoritsuku Basho / Oxalis est le 11e single de High and Mighty Color sorti sous le label SME Records le 24 janvier 2007 au Japon. Il atteint la 18e place du classement de l'Oricon. Il se vend à 6 869 exemplaires la première semaine et reste classé 4 semaines, pour un total de 11 422 exemplaires vendus.
Tadoritsuku Basho a été utilisé comme thème pour le film Anata wo Wasurenai dans lequel apparaît aussi la chanson Oxalis. Tadoritsuku Basho et Oxalis se trouvent sur l'album San et sur la compilation 10 Color Singles; Oxalis se trouve aussi sur la compilation BEEEEEEST.

## Liste des titres
Toutes les paroles sont écrites par High and Mighty Color.
| 1. | Tadoritsuku Basho (辿り着く場所)                    | 5:10 |
| 2. | Oxalis (オキザリス)                                 | 4:27 |
| 3. | Tadoritsuku Basho (Movie version) (辿り着く場所)    | 5:06 |
| 4. | Tadoritsuku Basho (less vocal track) (辿り着く場所) | 5:10 |

| 1. | Tadoritsuku Basho (辿り着く場所) |  |
| 2. | Oxalis (オキザリス)              |  |